# Adolph Ochs

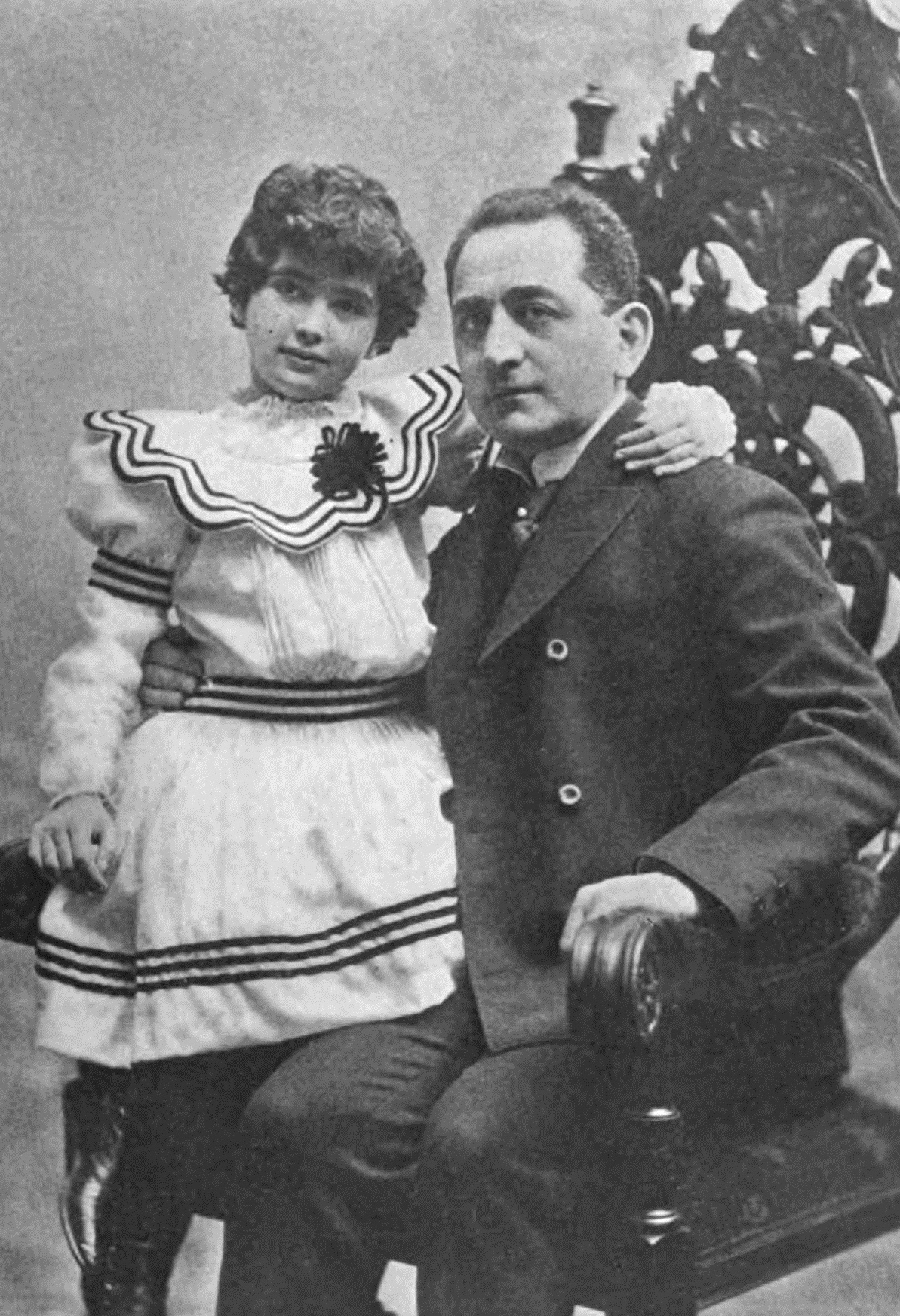
Adolph Ochs hans dotter Iphigene Ochs, omkring 1902

Adolph Simon Ochs, född 12 mars 1858 i Cincinnati, Ohio, USA, död 8 april 1935 i Chattanooga, Tennessee, USA, var en amerikansk chefredaktör och ägare av The New York Times och The Chattanooga Times (numera Chattanooga Times Free Press). 
Adolph Ochs var son till Julius Ochs och Bertha Levy, som bägge var judiska immigranter från Tyskland. Hans far med familj lämnade Bayern 1846. Vid 19 års ålder lånade Adolph Ochs från sin familj för att köpa en majoritetsandel i Chattanooga Times och blev dess redaktör. År 1896 fick han tips av The New York Times reporter Henry Alloway att tidningen kunde köpas för ett förmånligt pris beroende på en kritisk ekonomisk situation och hård konkurrens från andra dagstidningar i New York. Han inriktade tidningen på faktainriktad journalistik under en epok när dagstidningarna i USA var öppet och kraftigt partiska. 

## Privatliv
Adolph Ochs gifte sig 1884 med Effie Wise, som var dotter till rabbin Isaac Mayer Wise från Cincinnati. Paret hade ett barn, dottern Iphigene (Effie) Ochs.